# Puylaurens
Puylaurens – miejscowość i gmina we Francji, w regionie Oksytania, w departamencie Tarn.
Według danych na rok 1990 gminę zamieszkiwało 2708 osób, a gęstość zaludnienia wynosiła 33 osób/km² (wśród 3020 gmin regionu Midi-Pireneje Puylaurens plasuje się na 126. miejscu pod względem liczby ludności, natomiast pod względem powierzchni na miejscu 34.).